# Mimih

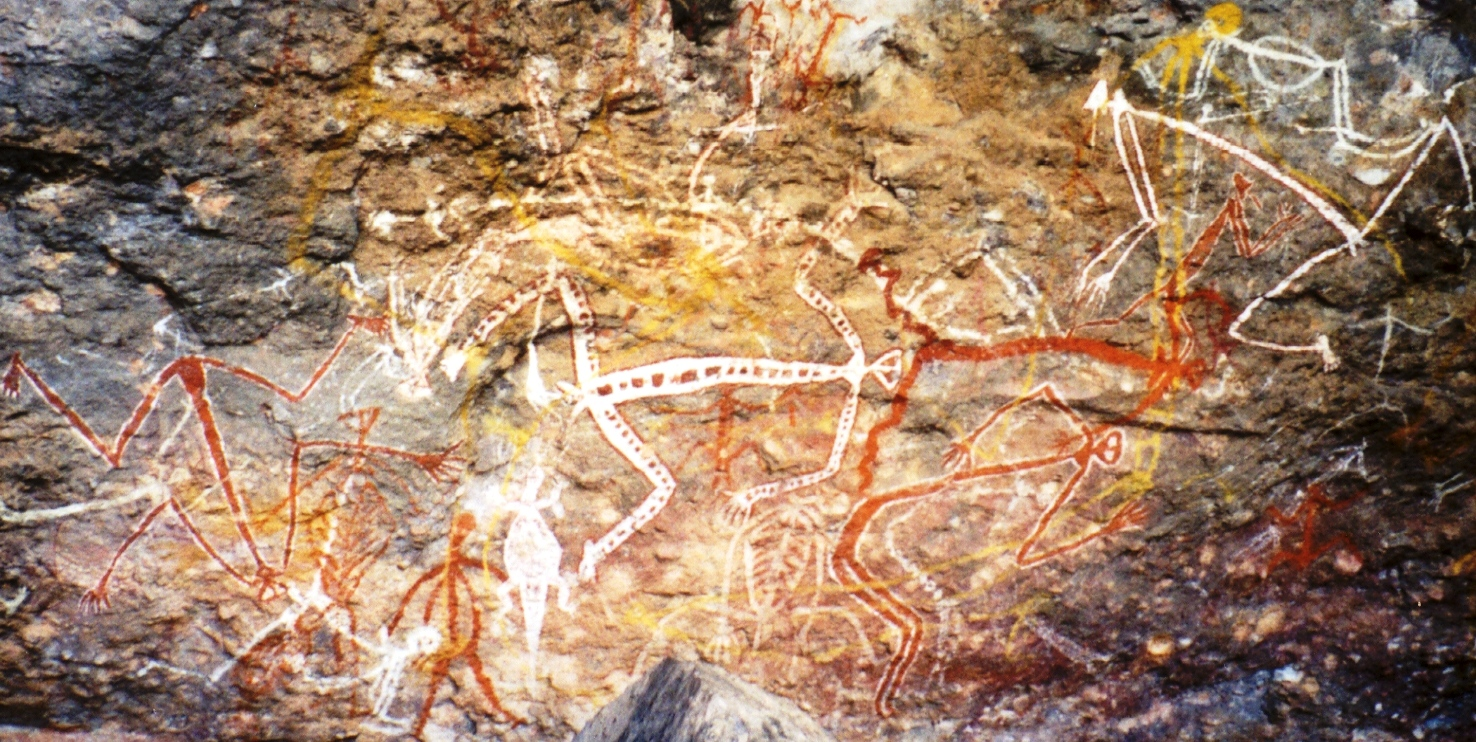
Mimihs als Felsmalerei am Nourlangie Rock im Kakadu-Nationalpark

Mimihs, auch Mimi genannt, sind feengleiche Wesen, die in den Traumzeitgeschichten der Aborigines des Arnhemlandes im Norden von Australien vorkommen. Es sind menschliche Wesen, die die Felsen bewohnen.
Sie sind extrem dünn und haben gestreckte Körper, sodass die Gefahr besteht, dass sie bei starkem Wind zerbrechen oder hinweggefegt werden. Deshalb verbringen sie die meiste Zeit in Felsspalten, wo sie sich vor Wind schützen oder bei Wind mit dem Stein verschmelzen. Mimihs haben menschenähnliche Körper, sind aber kleiner. In den Mythen der Aborigines sollen die Mimihs ihnen gesagt haben, wie man jagt, Kängurufleisch zubereitet und Feuer entfacht. Es gibt aber auch Mythen, wonach sie Jäger in ihr Felsenland führten und die Jäger sich in Mimihfrauen verliebten und nicht mehr zurückkehrten. 
Die Mimih sind Teil einer von den Kuninjku-Aborigines praktizierten Zeremonie, die Mamurrng genannt wird und das Thema Leben und Tod zeigt. Diese Zeremonie wird von ihnen durchgeführt, wenn anderssprachige Aborigines in ihr Land kommen, oder nach der Geburt eines Knaben.
In der Kunst der Aborigines spielen die Felszeichnungen und die hölzernen Skulpturen der Mimih eine gewisse Rolle. Mimihfiguren wurden vor allem von dem Aboriginekünstler Crusoe Kuningbal in den frühen 1970er Jahren geformt; nach seinem Tod führte sein Sohn diese Kunstform in 3 bis 4 Meter hohen Plastiken weiter. Es gibt aber auch weitere Künstler, die sich dem Mimih-Thema gestalterisch widmen.
In den gemalten Werken oder Zeichnungen des deutschen Bildhauers und Malers A. R. Penck kommen mimih-ähnliche männliche Figuren als Strichzeichnungen vor. 

## Quelle
- Luke Taylor: Manifestations of the mimih. In: Luke Taylor, Graeme K.Ward, Graham Henderson, Richard Davis & Lynley A.Wallis (Hrsg.): The power of knowledge - the resonance of tradition. Aboriginal Studies Pr., Canberra 2005, ISBN 0-85575-484-2, Kap. 13, S. 182–198 (englisch, gov.au [PDF; 116 kB; abgerufen am 12. Oktober 2021]).